# 北派尔努马
北派尔努马是爱沙尼亚派爾努縣的一个乡村型市镇。行政中心为萬德拉。市镇面积为1011平方公里，2021年时人口数量为8,092人。

## 行政管理
2017年爱沙尼亚行政改革后，原萬德拉城市型市镇、萬德拉乡村型市镇、哈林加市镇和托齐市镇（Tootsi）合并成新的北派尔努马市镇。
新的市镇包括3个城镇和86个村庄。